# Chim cánh cụt Macaroni

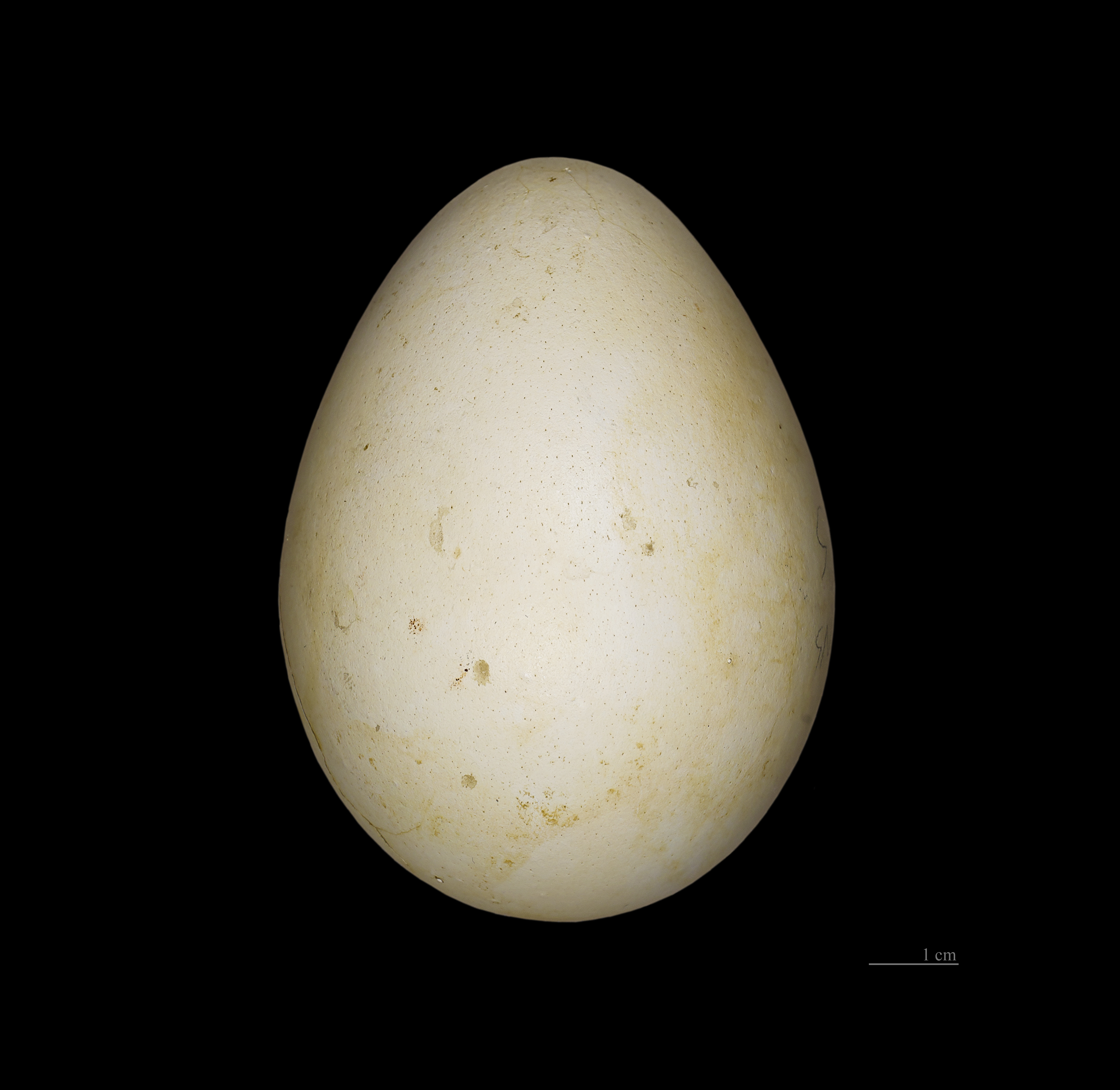
Eudyptes chrysolophus

Chim cánh cụt Macaroni (danh pháp khoa học: Eudyptes chrysolophus) là một loài chim cánh cụt. Loài này cư trú ở cận Nam Cực đến bán đảo Nam Cực. Một trong sáu loài chim cánh cụt có màu, rất chặt chẽ liên quan đến chim cánh cụt hoàng gia, và một số tác giả xem xét hai là một loài duy nhất. Nó mang một mào màu vàng nổi bật, và khuôn mặt và phía trên có màu đen và ranh giới rõ ràng từ phần dưới màu trắng. Con trưởng thành cân nặng trung bình 5,5 kg (12 lb) và dài 70 cm (28 in). Con mái và con trống bề ngoài tương tự mặc dù con trống lớn hơn một chút với mỏ tương đối lớn. Giống như tất cả chim cánh cụt, nó không bay được, với một cơ thể sắp xếp hợp lý và đôi cánh cứng lại và dán thành chân chèo cho một lối sống biển.
Chế độ ăn uống của nó bao gồm một loạt các động vật giáp xác, chủ yếu là nhuyễn thể, cũng như con cá nhỏ và động vật thân mềm, chúng ở trong nước biển hàng năm nhiều hơn loài chim biển khác. Loài chim này thay lông mỗi năm một lần, ở trên bờ 3-4 tuần trước khi quay trở lại biển. Số lên đến 100.000 cá thể, các quần thể sinh sản của chim cánh cụt Macaroni là một trong những lớn nhất và dày đặc nhất của tất cả các loài chim cánh cụt. Sau khi trải qua mùa hè sinh sản, chim cánh cụt phân tán thành vào các đại dương trong sáu tháng, một nghiên cứu năm 2009 cho thấy rằng các chim cánh cụt Macaroni từ Kerguelen đã đi qua hơn 10.000 km (6.200 dặm) ở trung bộ Ấn Độ Dương. Với khoảng 18 triệu cá thể, chim cánh cụt Macaroni có số lượng nhiều nhất các loài chim cánh cụt. Tuy nhiên, hiện tượng giảm phổ biến rộng rãi trong dân số đã được ghi nhận kể từ giữa những năm 1970. Những yếu tố này dẫn đến tình trạng bảo tồn của chúng được phân loại loài dễ thương tổn.